# Hopeall Bay
Hopeall Bay är en vik i Kanada.   Den ligger i provinsen Newfoundland och Labrador, i den östra delen av landet, 1 700 km öster om huvudstaden Ottawa.
I omgivningarna runt Hopeall Bay växer i huvudsak blandskog. Runt Hopeall Bay är det glesbefolkat, med 10 invånare per kvadratkilometer.